# Mi accordo
Mi accordo è il terzo album di Daniele Groff, pubblicato nel 2004. Il brano Sei un miracolo è stato presentato al Festival di Sanremo 2004.

## Tracce
1. Sei un miracolo – 3:43
2. By Yourself – 4:14
3. Ingiustissima realtà – 3:45
4. Come sempre – 3:23
5. London's Calling – 3:24
6. Buon compleanno – 3:28
7. Pensa a te – 3:19
8. Morning – 4:41
9. Broken Heart – 3:23
10. Ho cambiato città – 3:13

- Dopo 45 secondi di silenzio dal termine del brano Ho cambiato città (3:13 - 3:58), è presente una traccia nascosta senza titolo (3:58 - 7:21): si tratta della versione inglese del brano Pensa a te.